# Lixus (Romeinse ruïnes)
Lixus was een Romeinse stad in het noorden van het huidige Marokko, iets ten noorden van de havenstad Larache aan de oever van de Loukkos-rivier. Het was een van de belangrijkste steden in de Romeinse provincie Mauretania Tingitana.

## Ligging
Het oude Lixus ligt aan de N1 op de Tchemmich-heuvel op de rechteroever van de Loukkos-rivier (Oued Loukkos). Drie kilometer landinwaarts, vanaf de monding van de rivier in de Atlantische Oceaan, kijkt Lixus op 80 meter hoogte uit over het stroomgebied van de rivier en Larache. In Lixus zijn de ruïnes opgegraven van Romeinse woningen, badhuizen, tempels, stadsmuren, mozaïekvloeren, een amfitheater, industrie en een forum. In het industriële gedeelte langs de rivier werd hoofdzakelijk vissaus, Garum, geproduceerd.

## Geschiedenis
Lixus werd gesticht door de Feniciërs in de 7e eeuw v.Chr. en werd later onderdeel van het Carthaagse Rijk. Het was een van de Carthaagse koloniën langs de Atlantische kust van het huidige Marokko. Andere belangrijke koloniën waren Chellah (Sala Colonia) en Mogador. Toen Carthago door de Romeinen werd veroverd, werden Lixus, Chellah en Mogador keizerlijke koloniën in de Romeinse provincie Mauretania Tingitana. Het hoogtepunt bereikte Lixus onder het bewind van keizer Claudius I.
Lixus beleefde een bloeiperiode tijdens Romeinse overheersing onder het bewind van keizer Claudius I toen het een Romeinse Colonia werd met volledige rechten voor de burgers. Lixus was een van de weinige Romeinse steden in Berber-Afrika met een amfitheater. In de derde eeuw werd Lixus bijna volledig Christelijk, waarvan nu nog de ruïnes van een vroegchristelijke kerk te zien is met uitzicht op het archeologische gebied. Tijdens de Arabische invasies werd de Romeinse stad verwoest. Sommige Berbers bleven er wonen tot een eeuw na de islamitische verovering van Noord-Afrika. Hiervan getuigen de resten van een tot moskee omgebouwde Romeinse tempel en een huis met patio met muren van geschilderd stucwerk. Door de verzanding van de haven werd de stad uiteindelijk in de 5e eeuw verlaten.

## Opgravingen
In 1845 ontdekte de Duitse ontdekkingsreiziger Heinrich Barth de ruïnes van Lixus. Vanaf die tijd is de stad regelmatig het onderwerp geweest van archeologische  expedities. Er vonden opgravingen plaats van 1948 tot 1969. In de jaren 60 werd Lixus gedeeltelijk gerestaureerd en geconsolideerd.
In 1989 werd de site gedeeltelijk afgesloten na een internationale conferentie over de geschiedenis en de archeologie van Lixus door wetenschappers, specialisten, historici en archeologen van landen rond de Middellandse Zee. De waardevolle Romeinse mozaïeken op de site werden hierbij bestudeerd, waaronder een mozaïek van Poseidon. Lixus heeft een oppervlakte van ongeveer 75 hectare en hiervan is pas ongeveer 20% opgegraven. Lixus kwam op 1 juli 1995 op de UNESCO Werelderfgoedlijst.